# Union pour la démocratie et le progrès
L'Union pour la démocratie et le progrès abrégé UDP (arabe : الاتحاد للديمقراطية والتقدم)  est un parti politique mauritanien. L'UDP est dirigé par Naha Mint Mouknass et est le seul parti politique en Mauritanie dirigé par une femme,.

## Histoire
L'UDP est fondé le 11 juin 1993 par Hamdi Ould Mouknass — père de Naha Mint Mouknass — qui est un ancien ministre des Affaires étrangères sous la présidence de Moktar Ould Daddah.
Aux élections législatives de 2001, le parti reçoit 8,1 % des suffrages et remporte trois des 81 sièges. Aux élections législatives de 2006, il remporte 3 des 95 sièges, tandis que lors des élections sénatoriales de 2007, il remporte l'un des 56 sièges. Le parti soutien Sidi Mohamed Ould Cheikh Abdallahi lors de l'élection présidentielle de mars 2007 et fait partie de la majorité présidentielle après sa victoire. Cependant, après la formation du gouvernement du Premier ministre Yahya Ould Ahmed El Waghef en mai 2008, le parti quitte la majorité présidentielle en juin 2008, s'opposant à la composition du gouvernement. Il déclare que, alors que l'opposition est introduite dans le gouvernement, l'UDP se retrouve marginalisé ; le parti déclare également déclaré que « l'espoir de changement né le 3 août 2005 a été compromis », faisant référence à l'éviction du président Maaouiya Ould Sid'Ahmed Taya à cette date.